# Chandagal, Mandya
Chandagal là một làng thuộc tehsil Mandya, huyện Mandya, bang Karnataka, Ấn Độ.